# Cryptocephalus pubiventris
Cryptocephalus pubiventris är en skalbaggsart som beskrevs av Schaeffer 1920. Cryptocephalus pubiventris ingår i släktet Cryptocephalus och familjen bladbaggar. Inga underarter finns listade i Catalogue of Life.